# كاندور (نيويورك)
كاندور (بالإنجليزية: Candor, New York)‏ هي بلدة أمريكية تقع في الولايات المتحدة في مقاطعة تيوغا. يقدر عدد سكانها بـ 5,305 نسمة .

## التركيبة السكانية
حدّد مكتب تعداد الولايات المتحدة بيانات التركيبة السكانية لكاندور في تعداد الولايات المتحدة. في ما يلي، التركيبة السكانية حسب تعدادي 2000 و2010.

### تعداد عام 2000
بلغ عدد سكان كاندور 855 نسمة بحسب تعداد عام 2000، وبلغ عدد الأسر 346 أسرة وعدد العائلات 224 عائلة مقيمة في القرية. في حين سجلت الكثافة السكانية 756.6 نسمة لكل كيلومتر مربع (1,959.6/ميل2). وبلغ عدد الوحدات السكنية 373 وحدة بمتوسط كثافة قدره 330.1 لكل كيلومتر مربع (855.0/ميل2).
وتوزع التركيب العرقي للقرية بنسبة 96.61% من البيض و0.47% من الأمريكيين الأفارقة و0.23% من الأمريكيين الأصليين و0.12% من الأمريكيين ذوي الأصول الآسيوية و0.47% من الأعراق الأخرى و2.11% من عرقين مختلطين أو أكثر و1.75% من الهسبانيون أو اللاتينيون من أي عرق.
بلغ عدد الأسر 346 أسرة كانت نسبة 38.2% منها لديها أطفال تحت سن الثامنة عشر تعيش معهم، وبلغت نسبة الأزواج القاطنين مع بعضهم البعض 43.1% من أصل المجموع الكلي للأسر، ونسبة 15.6% من الأسر كان لديها معيلات من الإناث دون وجود شريك، بينما كانت نسبة 6.1% من الأسر لديها معيلون من الذكور دون وجود شريكة وكانت نسبة 35.3% من غير العائلات. تألفت نسبة 30.6% من أصل جميع الأسر من عدة أفراد يعيشون في نفس المنزل ونسبة 13% كانت تتألف من شخص يعيش بمفرده يبلغ من العمر 65 عاماً أو أكثر. وبلغ متوسط حجم الأسرة المعيشية 2.47، أما متوسط حجم العائلات فبلغ 3.08.
بلغ العمر الوسطي للسكان 34.0 عاماً. وكانت نسبة 30.3% من القاطنين تحت سن الثامنة عشر، وكانت نسبة 8.1% بين الثامنة عشر والرابعة والعشرين عاماً، ونسبة 30.4% كانت واقعةً في الفئة العمرية ما بين الخامسة والعشرين والرابعة والأربعين عاماً، ونسبة 20.2% كانت ما بين الخامسة والأربعين والرابعة والستين، ونسبة 11% كانت ضمن فئة الخامسة والستين عاماً فما فوق. يوجد لكل 100 أنثى 84.3 ذكر، ويوجد لكل 100 أنثى في الثامنة عشر من عمرها فما فوق 81.2 ذكر.
بلغ متوسط دخل الأسرة في القرية 30,313 دولارًا، أما متوسط دخل العائلة فبلغ 38,750 دولارًا. وكان متوسط دخل الذكور 24,583 دولارًا مقابل 22,500 دولارًا للإناث. وسجل دخل الفرد الخاص بالقرية 15,713 دولارًا. وكانت نسبة 11.9% من العائلات ونسبة 11.9% من السكان تحت خط الفقر، وكان من هؤلاء نسبة 15.6% تحت سن الثامنة عشر ونسبة 16.7% في الخامسة والستين من العمر وما فوق.

### تعداد عام 2010
بلغ عدد سكان كاندور 851 نسمة بحسب تعداد عام 2010، وبلغ عدد الأسر 331 أسرة وعدد العائلات 205 عائلة مقيمة في القرية. في حين سجلت الكثافة السكانية 753.1 نسمة لكل كيلومتر مربع (1,950.5/ميل2). وبلغ عدد الوحدات السكنية 355 وحدة بمتوسط كثافة قدره 314.2 لكل كيلومتر مربع (813.8/ميل2).
وتوزع التركيب العرقي للقرية بنسبة 97.30% من البيض و0.82% من الأمريكيين الأفارقة و0.12% من الأمريكيين الأصليين و0.24% من الأعراق الأخرى و1.53% من عرقين مختلطين أو أكثر و1.65% من الهسبانيون أو اللاتينيون من أي عرق.
بلغ عدد الأسر 331 أسرة كانت نسبة 33.8% منها لديها أطفال تحت سن الثامنة عشر تعيش معهم، وبلغت نسبة الأزواج القاطنين مع بعضهم البعض 40.8% من أصل المجموع الكلي للأسر، ونسبة 12.7% من الأسر كان لديها معيلات من الإناث دون وجود شريك، بينما كانت نسبة 8.5% من الأسر لديها معيلون من الذكور دون وجود شريكة وكانت نسبة 38.1% من غير العائلات. تألفت نسبة 31.7% من أصل جميع الأسر من عدة أفراد يعيشون في نفس المنزل ونسبة 13.3% كانت تتألف من شخص يعيش بمفرده يبلغ من العمر 65 عاماً أو أكثر. وبلغ متوسط حجم الأسرة المعيشية 2.45، أما متوسط حجم العائلات فبلغ 3.05.
بلغ العمر الوسطي للسكان 37.5 عاماً. وكانت نسبة 25.6% من القاطنين تحت سن الثامنة عشر، وكانت نسبة 8.6% بين الثامنة عشر والرابعة والعشرين عاماً، ونسبة 26% كانت واقعةً في الفئة العمرية ما بين الخامسة والعشرين والرابعة والأربعين عاماً، ونسبة 26.7% كانت ما بين الخامسة والأربعين والرابعة والستين، ونسبة 13.2% كانت ضمن فئة الخامسة والستين عاماً فما فوق. وتوزع التركيب الجنسي للسكان بنسبة 46.9% ذكور و53.1% إناث.

## أعلام
- جاي لونش
- هيرمان إل. همفري